# Ű
O Ű (minúscula: ű) é uma letra (U latino, adicionado do acento agudo duplo) utilizada no alfabeto húngaro, e é utilizado para representar um Ü longo.